# Platte (Technische Mechanik)

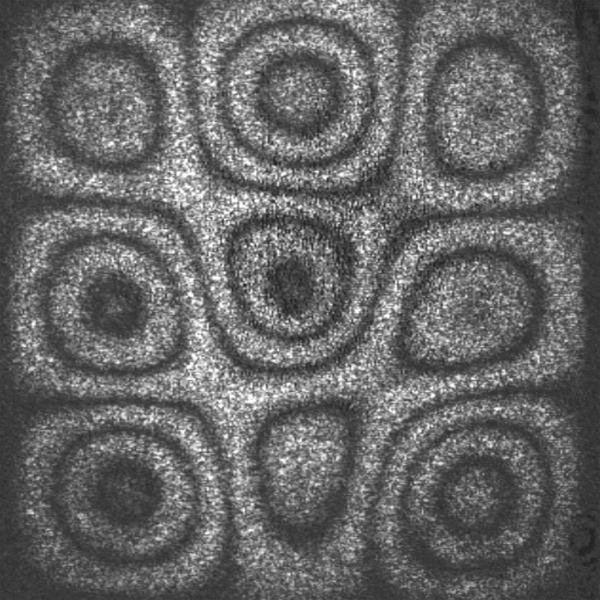
Schwingungsbäuche einer Mode einer vibrierenden, eingespannten quadratischen Platte, interferometrisch dargestellt

Eine Platte ist in der Technischen Mechanik bzw. in der Bautechnik ein in der Ebene ausgebreitetes Bauteil, das aus steifem Material besteht (ebenes Flächentragwerk) und durch senkrecht auf sie wirkende Kräfte und durch Momente um Achsen belastet wird, die in der Plattenebene liegen.
Im Gegensatz zur Platte wird eine Scheibe nur durch Kräfte in ihrer Ebene belastet.
In der linearen Plattentheorie kann jede beliebige Belastung in ein Platten- und ein davon entkoppeltes Scheibenproblem zerlegt werden. In nichtlinearen Plattentheorien lassen sich die beiden Probleme nicht entkoppeln.
Ein Flächenbauteil, das nicht eben, sondern gekrümmt ist, wird als Schale bezeichnet.

## Anwendung
Platten verschiedener Dimensionen werden in vielen Gebieten der Technik als strukturelle Elemente eingesetzt. Vom Maschinenbau mit den Teilgebieten Fahrzeugbau, Schiffbau und Offshore-Bauten bis zur Halbleiterelektronik, die plattenförmige Wafer als Basis integrierter Schaltkreise einsetzt.
Im Bauwesen dienen Platten typischerweise als Geschossdecken, als Fundamentplatten sowie bei Brückenbauwerken. Sie sind in der Regel aus Beton, Stahl, Holz und Holzwerkstoffen, oft in gemischter Bauweise.
Platten aus Mineral- und Plexiglas sowie Sandwichplatten mit oder ohne Rahmen werden zu Fenstern, Türen und mobilen Trennwänden verarbeitet.

## Grundlagen
- Auf Platten wirken Lasten, die senkrecht zur Mittelebene liegen.
- Man unterscheidet zwischen Plattentheorien für dünne Platten, moderat dicke Platten und dicke Platten, je nachdem ob die Plattendicke sehr viel kleiner als die Plattenbreite ist, moderat kleiner oder kleiner.
- Man unterscheidet zwischen Plattentheorien, bei denen die Durchbiegungen erheblich kleiner sind als die Plattendicke (Plattentheorie nach Kirchhoff), in der Größenordnung der Plattendicke (Plattentheorie nach von Kármán) oder in der Größenordnung der Plattenbreite und damit erheblich größer als die Plattendicke.
- Bei dünnen und moderat dicken Platten, deren Durchbiegungen klein oder moderat groß sind, liegt in guter Näherung ein ebener Spannungszustand vor. Auch werden hier die Verzerrungen parallel zur Mittelebene als proportional zum Abstand {\displaystyle z} von der Mittelebene angesehen; und senkrecht zur Mittelebene als nicht vorhanden.
- Gerade und orthogonale Linienabschnitte, die senkrecht zur Plattenmitte stehen, bleiben im gebogenen Zustand bei dünnen und moderat dicken Platten gerade und bei dünnen Platten sogar orthogonal. Das führt zu einer linearen Verteilung der Biegespannungen über die Plattendicke.
- Lineare Plattentheorien (bei kleinen Durchbiegungen) setzen lineares Werkstoffverhalten voraus.

### Übersicht
| große Durchbiegungen u {\displaystyle \gg } d bzw. u ≈ l | Biegung oder Schalenproblem                                                | räumlicher Spannungszustand                                                                                      | räumlicher Spannungszustand                                                                                      | räumlicher Spannungszustand      |
| moderate Durchbiegungen u ≈ d                            | nichtlineare Plattentheorie (Plattenproblem gekoppelt mit Scheibenproblem) | ebener Spannungszustand; Verzerrungen parallel zur Mittelebene sind proportional zum Abstand von der Mittelebene | ebener Spannungszustand; Verzerrungen parallel zur Mittelebene sind proportional zum Abstand von der Mittelebene | räumlicher Spannungszustand      |
| kleine Durchbiegungen u {\displaystyle \ll }d            | lineare Plattentheorie (Plattenproblem entkoppelt von Scheibenproblem)     | ebener Spannungszustand; Verzerrungen parallel zur Mittelebene sind proportional zum Abstand von der Mittelebene | ebener Spannungszustand; Verzerrungen parallel zur Mittelebene sind proportional zum Abstand von der Mittelebene | räumlicher Spannungszustand      |
|                                                          |                                                                            | * gerade, orthogonal                                                                                             | * gerade, nicht orthogonal                                                                                       | * nicht gerade, nicht orthogonal |
|                                                          |                                                                            | dünne Platte d/l {\displaystyle \ll } 1                                                                          | moderat dicke Platte (d/l)³ {\displaystyle \ll } 1                                                               | dicke Platte                     |

*) Linien, die im unverformten Zustand gerade und orthogonal auf der Mittelebene sind, sind im verformten Zustand …

## Lagerung
Auflager von Platten sind linienförmig (Wände) oder punktförmig (Stützen). Sie können am Rand oder an beliebiger Stelle unter der Platte angeordnet sein. Die einfachsten Platten sind rechteckförmig und am Rand gestützt, sie können aber auch jede beliebige Grundrissform sowie Löcher (Aussparungen) haben.
Rechteckige Platten werden meist ein- oder zweiachsig zwischen Auflagern gespannt. Im ersten Fall werden sie entweder nur an einer Seite auskragend eingespannt oder an zwei gegenüberliegenden Seiten aufgelagert. Andernfalls werden sie an zwei oder drei angrenzenden Seiten eingespannt oder an allen vier Seiten aufgelagert. Wird im Bauwesen die Wand, die als Auflager der Deckenplatte dient, auf dem Rand der Platte in gleicher Ebene weiter hochgeführt, so bewirkt die Auflast der Wand eine Einspannung des Plattenrands. 

## Berechnung und Bemessung
Zur Berechnung nicht zu komplizierter Platten dient die Plattentheorie. Für einfache Betonplatten gibt es Tabellen zur Bemessung mit Bewehrung. Für komplizierte Formen werden Computerprogramme und die Finite-Elemente-Methode eingesetzt.